# ماء افتراضي

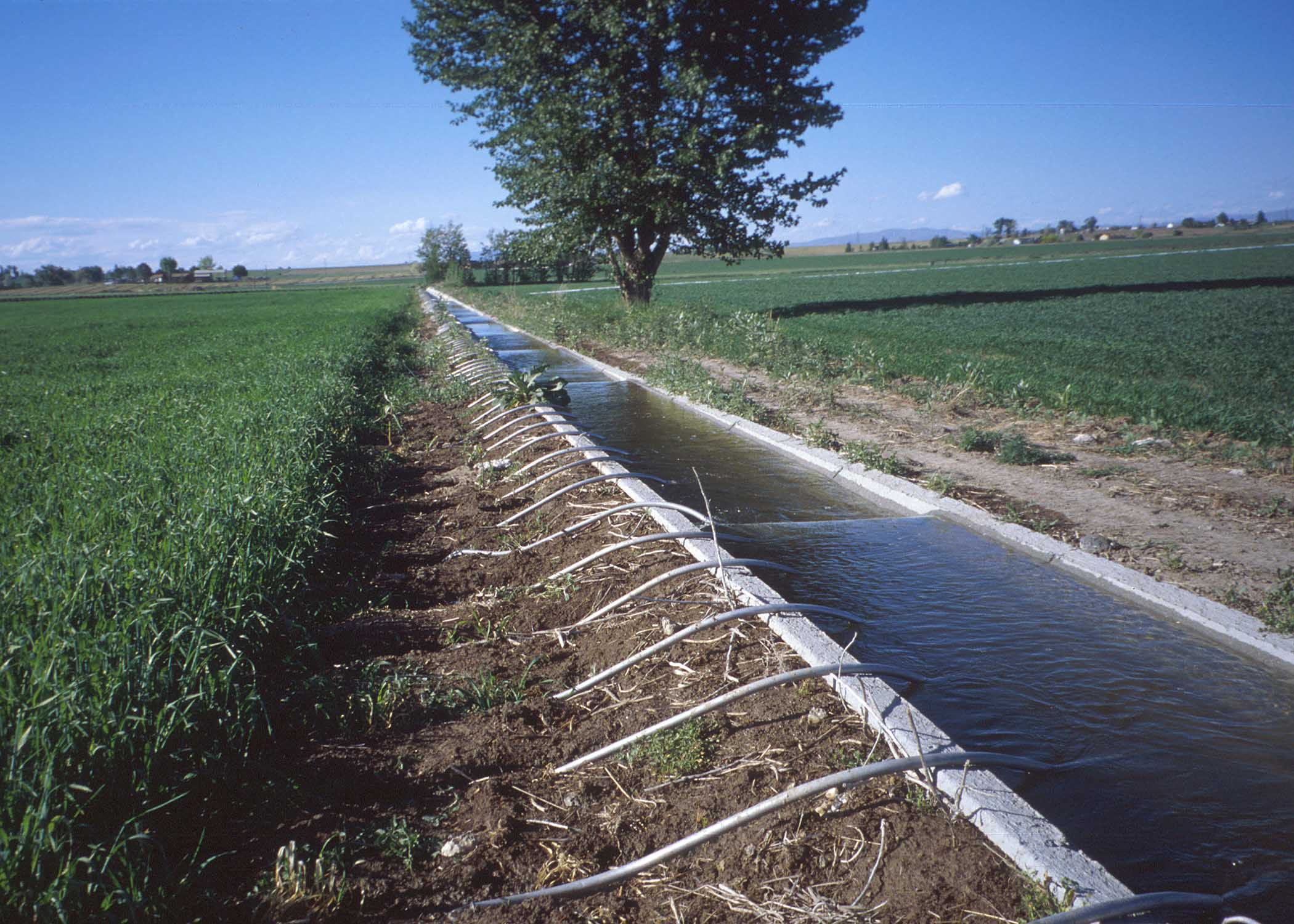

الماء الافتراضي هو مصطلح يستخدم للإشارة إلى الانتقال الجرياني الافتراضي للماء ضمن البضائع الاستهلاكية والتي تنتقل عند المتاجرة بها من مكان إلى آخر. يمكن تعريف الماء الافتراضي على أنه كمية (حجم) الماء العذب المستخدم لإنتاج منتج ما على العموم، مقاساً في المكان الذي أنتج فيه المنتج بالفعل. وهو مصطلح يشير إلى الكمية الكلية في الخطوات المتعددة للإنتاج. على سبيل المثال، يلزم حوالي 1600 متر مكعب من الماء وسطياً لإنتاج طن متري واحد من القمح.
كان البروفيسور جون أنتوني آلان John Anthony Allan من كلية كينجز لندن ومدرسة الدراسات الشرقية والإفريقية أول من طرح مفهوم الماء الافتراضي، وذلك لدعم حجته أن البلدان في الشرق الأوسط يمكنها أن توفر من مواردها الشحيحة أصلاً من المياه العذبة بالاعتماد بشكل أكبر على استيراد الغذاء.
|            | Hoekstra & Hung (2003) | Chapagain & Hoekstra (2003) | Zimmer & Renault (2003) | Oki et al. (2003) | الوسطي |
| لحم البقر  |                        | 15977                       | 13500                   | 20700             | 16726  |
| الجبنة     |                        | 5288                        |                         |                   | 5288   |
| لحم الدجاج |                        | 2828                        | 4100                    | 4500              | 3809   |
| البيض      |                        | 4657                        | 2700                    | 3200              | 3519   |
| الرز       | 2656                   |                             | 1400                    | 3600              | 2552   |
| فول الصويا | 2300                   |                             | 2750                    | 2500              | 2517   |
| القمح      | 1150                   |                             | 1160                    | 2000              | 1437   |
| الذرة      | 450                    |                             | 710                     | 1900              | 1020   |
| الحليب     |                        | 865                         | 790                     | 560               | 738    |
| البطاطا    | 160                    |                             | 105                     |                   | 133    |

## البصمة المائية
البصمة المائية (بالإنجليزية: water footprint)هو مقياس لكمية المياه المستخدمة لإنتاج كل من السلع والخدمات التي نستخدمها مثل المنتجات الزراعية والملابس وغيرها. ويمكن قياسه لعملية واحدة، مثل زراعة الأرز، أو لمنتج، مثل زوج من الجينز، وللوقود وضعنا في سيارتنا، أو لحساب شركة متعددة الجنسيات بأكملها. بصمة المياه يمكن أيضا أن تخبرنا عن كمية المياه التي يستهلكها بلد معين - أو على الصعيد العالمي - في حوض نهر معين أو من طبقة المياه الجوفية.

## اقرأ أيضاً
- ذروة الماء
- إدارة المياه